# Гай Юний Донат
Гай Юний Донат (лат. Gaius Iunius Donatus) — римский политический деятель середины III века.

## Биография
Гай был выходцем из знатной семьи, возможно, североафриканского происхождения. Вполне вероятно, что его родственником (быть может, сыном) был Гай Мевий Донат Юниан. Известно, что Донат занимал должность консула-суффекта до 257 года.
В 257 году он был назначен префектом Рима. Он идентифицируется с префектом Рима Юлием Донатом, упомянутом в рескрипте Валериана, Галлиена и Валериана II, датированном 259 годом. Во время своего пребывания на посту городского префекта он участвовал в гонениях на христиан в городе.
В 260 году Донат занимал должность ординарного консула. Его коллегой стал Публий Корнелий Секуларис. В том же году в Галльской империи были назначены два своих консула — император Постум и некий Гоноратиан.